# Oliarus diabolcula
Oliarus diabolcula är en insektsart som beskrevs av Anufriev 1973. Oliarus diabolcula ingår i släktet Oliarus och familjen kilstritar. Inga underarter finns listade i Catalogue of Life.